# Jang Ji-won
Jang Ji-Won (Seul, 30 de agosto de 1979) é uma taekwondista sul-coreana campeã olímpica e mundial.
Jang Ji-Won competiu nos Jogos Olímpicos de 2000, na qual conquistou a medalha de ouro.